# مراسل مجتمعي
مراسل المجتمعي يعرف أيضًا باسم مراسل الريف أو مراسل المناطق الريفية، هو الشخص الذي يكتب عمودًا صحفيًا حول الأحداث المجتمعية والأماكن والشخصيات ليتم نشره في الصحيفة المحلية، التي عادة ما تكون أسبوعية. ولا يكون الكاتب عمومًا عضوًا منتظمًا في العاملين في الصحيفة، ولكنه يكون مراسلاً حرًا يحصل على أجر بسيط أو لا يحصل على أجر مقابل كتاباته، بخلاف الاشتراك المجاني في الدورية.

## المحتوى
تركز الأعمدة التي يكتبها المراسلون المجتمعيون عمومًا في أغلب الأحوال على الأحداث المجتمعية على النطاق المحلي جدًا، وغالبًا ما تكون من وجهة نظر شخصية. وعادة ما يتلقى هؤلاء الكتاب القليل من التدريبات الصحفية الاحترافية، وبدلاً من كتابة مقالات تدور حول الأحداث والموضوعات الرئيسية، فإنهم يركزون في الغالب على الحياة اليومية والتفاعلات بين الأشخاص والأماكن في مجتمعاتهم. فمن الشائع أن تقرأ في كتاباتهم تقارير عن ميلاد أطفال، والإجازات والسيارات التي تم شراؤها حديثًا، والعشاء الرباني المقدم من الكنيسة.

## معلومات تاريخية
لقد كانت تلك الأعمدة، التي يشار إليها أحيانًا باسم «أخبار الريف» أو «خطابات الريف»، بمثابة دعامة الصحف المحلية لفترة تقدر بمائة عام تقريبًا، فقد كان يقدم للمحررين نسخ رخيصة ليملؤا بها الصفحات، بينما يتم أيضًا تقديم نظرة فريدة على الأحداث والأخبار المحلية.

## الاتجاهات والتحديات الحالية
لا تزال أغلبية الصحف الأسبوعية البالغة 7500 صحيفة في الولايات المتحدة تعتمد على هؤلاء المراسلين المجتمعيين للمساعدة في تقرير الأخبار المحلية. فلا تزال تلك الأعمدة من أشهر الأجزاء في تلك الصحف، رغم تطور المدونات ووسائل الإعلام المحلية الثرية بالمعلومات. ومن الصعوبات التي اكتشفتها الصحف الحديثة والناتجة عن استمرار هذا التقليد هو نقص الكتاب المتاحين. فمعظم كتاب هذه الأعمدة هم من كبار السن ومن السيدات، ورغم أن هذا الأمر ليس عامًا، وعندما يصبحون غير قادرين على كتابة أعمدة دورية، يواجه المحررون نقصًا في توفير البدائل لوظيفة لا تحقق عائدًا كبيرًا. وهناك تحد آخر غالبًا ما يواجه المحررين في الصحف التي تتعاون مع المراسل المجتمعي، ويتمثل هذا التحديد في كيفية إجراء التعديلات الضرورية لتحقيق مقروئية النص وحماية الخصوصية الفردية في العمود مع الإبقاء على شخصية الكاتب، وهذا الأمر يمثل عائقًا أكبر من الخبر نفسه.